# Guillaume Farel
Guillaume Farel (1489 Gap – 13. září 1565 Neuchâtel) byl protestantský reformátor francouzského původu působící převážně ve švýcarských kantonech. Byl předchůdcem a spolupracovníkem Jana Kalvína.

## Život
Studoval teologii na pařížské Sorbonně, kde se seznámil s učencem Jacquesem Lefevre d'Etaples a spolu s ním se stal členem skupiny reformně smýšlejících teologů kolem biskupa z Meaux Guillauma Briçonneta, zvané Cercle de Meaux. Zde poznal luterské myšlenky a brzy se stal jejich horlivým propagátorem. Po odsouzení Sorbonnou kázal v kraji Dauphiné. Jeho spisy proti používání obrazů při křesťanské bohoslužbě způsobily značnou kontroverzi, takže raději odešel do Švýcarska.

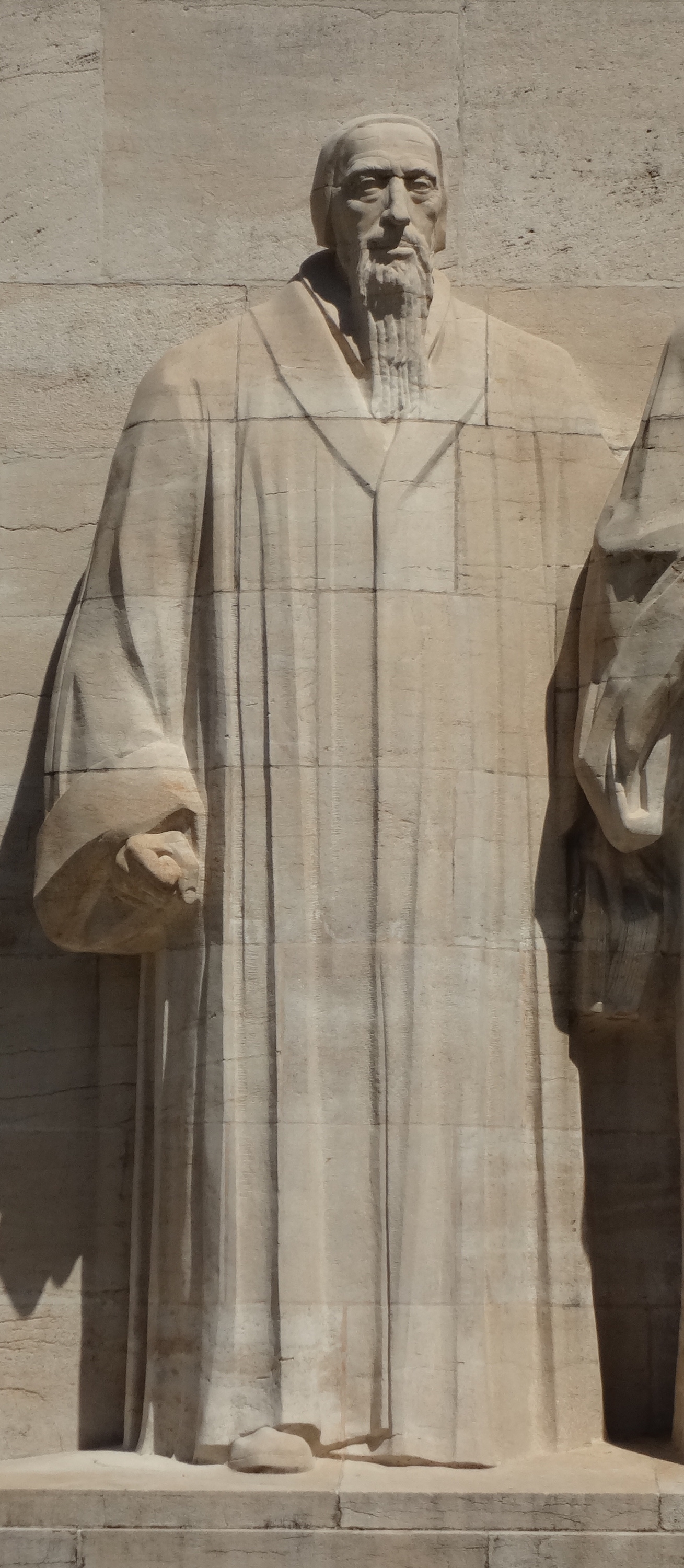
Socha G. Farela na Zdi reformátorů v Ženevě

V roce 1524 v Basileji napsal třináct tezí ostře kritizujících římskou doktrínu, přičemž argumentoval tak vášnivě, že se k požadavku na jeho vypovězení přidal i Erasmus Rotterdamský. Pobýval pak na různých místech, ve Štrasburku (částečně spolu Martinem Bucerem), v Montbéliardu a v Curychu, kde se poznal s Huldrychem Zwinglim. Pár let kázal v Aigle v již reformovaném kantonu Bern, který mu poskytl možnost svobodného kázání. V roce 1529 přišel do Neuchâtelu a přičinil se o zavedení reformace v tomto kantonu v roce následujícím. V roce 1532 se účastnil synody valdenských, která odsouhlasila jejich připojení k reformaci.
V roce 1532 začal kázat v Ženevě. Pro odpor ze strany vedení města musel na čas odejít, ale vrátil se na základě svobody kázání zaručované bernskou vládou. V roce 1536 přesvědčil Jana Kalvína, který Ženevou projížděl, aby zde zůstal. Spolu pak dosáhli toho, že i Ženeva přijala reformu. Městské radě se však jejich reformy zdály přísné a v roce 1538 byli oba z města vyhoštěni. Farel se usadil Neuchâtelu. Když se v roce 1541 poměry v Ženevě změnily, vrátil se tam nakrátko s Kalvínem. Dále pak kázal v Metách a v Neuchâtelu prakticky až do své smrti. S Kalvínem zůstal nadále v kontaktu. Ve věku 69 let se ještě oženil, s mnohem mladší ženou, což vyvolalo Kalvínovo rozhořčení.

## Učení
Za klíčové považoval Farel víru v Ježíše Krista (Sola gratia). Pravou Boží mocí pro spásu každého věřícího je podle něho evangelium. Odmítal myšlenku očistce na základě Matoušova a Markova evangelia: kdo uvěří, bude pokřtěn a spasen, zatímco kdo neuvěří, bude odsouzen.
Zásady svého učení sepsal v díle nazvaném Le Sommaire (Shrnutí).